# Pradines (Lot)
Pradines település Franciaországban, Lot megyében. Lakosainak száma 3600 fő (2022. január 1.). Pradines Cahors, Douelle, Mercuès, Saint-Vincent-Rive-d’Olt és Trespoux-Rassiels községekkel határos.

## Népesség
A település népességének változása:
| Lakosok száma | 703  | 2307 | 2941 | 3131 | 3474 | 3424 | 3467 | 3562 | 3578 | 3600 |
|               | 1968 | 1982 | 1990 | 2006 | 2013 | 2015 | 2017 | 2019 | 2020 | 2022 |